# Ryan Johansson
Ryan Nils Johansson (Luxemburg, 15 februari 2001) is een Iers voetballer van Luxemburgse en Zweedse afkomst die door Fortuna Sittard van Sevilla FC gehuurd wordt.

## Carrière
Ryan Johansson werd in Luxemburg geboren als zoon van een Ierse moeder en een Zweedse vader, waardoor hij in de jeugdteams van al deze drie landen uitkwam. Hij begon met voetballen in de jeugd van Racing FC Union Luxemburg, waarna hij in de jeugd van het Franse FC Metz en het Duitse FC Bayern München speelde. Bij laatstgenoemde club zat hij als jeugdspeler in 2018 eenmalig op de bank bij het tweede elftal in de Regionalliga Bayern en in 2019 zelfs op de bank bij het eerste elftal, in de met 2-0 verloren wedstrijd om de Supercup tegen Borussia Dortmund. In januari 2020 vertrok hij transfervrij naar Sevilla FC, waar hij in het tweede elftal (Sevilla Atlético) speelt. In het seizoen 2021/22 wordt hij verhuurd aan Fortuna Sittard. Hij debuteerde voor Fortuna op 2 oktober 2021, in de met 1-3 verloren thuiswedstrijd tegen N.E.C. Hij kwam na de rust in het veld voor Roel Janssen.

### Statistieken
| Seizoen                        | Club                 | Land           | Competitie         | Competitie | Competitie | Beker | Beker | Overig | Overig | Totaal | Totaal |
| Seizoen                        | Club                 | Land           | Competitie         | Wed.       | Dlp.       | Wed.  | Dlp.  | Wed.   | Dlp.   | Wed.   | Dlp.   |
| ------------------------------ | -------------------- | -------------- | ------------------ | ---------- | ---------- | ----- | ----- | ------ | ------ | ------ | ------ |
| 2018/19                        | FC Bayern München II | Duitsland      | Regionalliga Ba.   | 0          | 0          | –     | –     | 0      | 0      | 0      | 0      |
| 2019/20                        | FC Bayern München    | Duitsland      | Bundesliga         | 0          | 0          | 0     | 0     | 0      | 0      | 0      | 0      |
| 2019/20                        | Sevilla Atlético     | Spanje         | Segunda División B | 6          | 0          | –     | –     | –      | –      | 6      | 0      |
| 2020/21                        | Sevilla Atlético     | Spanje         | Segunda División B | 9          | 0          | –     | –     | –      | –      | 9      | 0      |
| 2021/22                        | → Fortuna Sittard    | Nederland      | Eredivisie         | 4          | 0          | 2     | 0     | –      | –      | 6      | 0      |
| Carrièretotaal                 | Carrièretotaal       | Carrièretotaal | Carrièretotaal     | 19         | 0          | 2     | 0     | 0      | 0      | 21     | 0      |
| Bijgewerkt op 15 december 2021 |                      |                |                    |            |            |       |       |        |        |        |        |